# Adam Solski

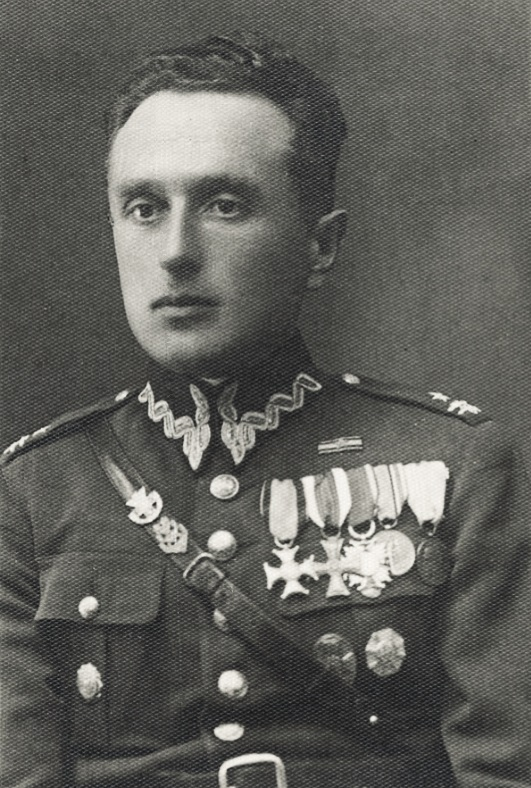
Adam Solski

Adam Solski (* 4. Januar 1895 in Milatycze, Österreich-Ungarn; † 9. April 1940 in Katyn) war ein polnischer Berufssoldat, Opfer des Massakers von Katyn und Autor eines später veröffentlichten Tagebuchs.

## Leben
Er wurde als Sohn von Marian und Maria geb. Wantałowicz geboren.
Im Ersten Weltkrieg war er Soldat der österreichischen Armee. Anschließend kämpfte er im Polnisch-Sowjetischen Krieg.
Nach dem deutschen Überfall auf Polen 1939 wurde er als Major der polnischen Armee durch die Rote Armee gefangen genommen.
Auf Beschluss der sowjetischen Führung unter Josef Stalin wurde 1940 der Großteil der gefangenen polnischen Offiziere ermordet, insgesamt über 20.000 Personen. Rund 4400 polnische Häftlinge des Lagers Koselsk, in der überwältigenden Mehrheit Offiziere, wurden im April 1940 im Wald von Katyn mit Genickschuss exekutiert. Unter ihnen war auch Adam Solski. Bei der Exhumierung im Jahre 1943 wurde er identifiziert und im Namensregister der Opfer unter der Nr. 490 erfasst. Nach dem Krieg wurde er durch sein Tagebuch aus dem Gefangenenlager Koselsk bekannt, das bei der Exhumierung gefunden und später von Józef Mackiewicz veröffentlicht wurde. Das Tagebuch präsentierte auch Radio Freies Europa.
Er wurde u. a. mit Virtuti Militari und mit dem Tapferkeitskreuz ausgezeichnet.
Im Jahre 2007 wurde Adam Solski posthum zum Oberstleutnant befördert.

## Familie
Adam Solski war mit Anna Leontyna Trojanowska (1906–1970) verheiratet und hatte eine Tochter. Sein Bruder Kazimierz wurde auch Opfer des 
Massakers von Katyn.